# Pteromalus larzacensis
Pteromalus larzacensis är en stekelart som beskrevs av Graham 1984. Pteromalus larzacensis ingår i släktet Pteromalus och familjen puppglanssteklar. Arten är reproducerande i Sverige. Inga underarter finns listade i Catalogue of Life.